# Пчеларица
Пчеларица, обична пчеларица или европска пчеларица (лат. Merops apiaster) је птица из реда Coraciiformes. Припада породици пчеларица (Meropidae), карактеристичној за тропске и суптропске пределе Африке и Азије, а једино се европска пчеларица гнезди у умереним пределима. Лако је препознатљива по живописним бојама перја.

## Опис
Пчеларица је дуга 27-29 цм. Живописно је обојена, са смеђим и жутим горњим делом тела, зеленкаст-смеђим крилима, жутим грлом, црном пругом преко очију, те плавим доњим делом тела. Кљун јој је црн и танак, а средња репна пера издужена.

## Распрострањење
Гнезди се у јужним деловима Европе (мада се можде срести и у севернијим крајевима), југозападној Азији и северозападној Африци. Зимује у тропским пределима Африке и Азије. Воли отворене пределе, са мало дрвећа.

## Гнежђење
Гнезди се почетком маја у колонијама, које се образују обично поред реке. На стрмим одсецима копају тунеле у земљи и полажу 5-8 јаја. Мужјак и женка леже на њима.

## Исхрана
Храни се углавном пчелама, осама и стршљеновима, те осталим инсектима. На њеном јеловнику се могу наћи и мањи кичмењаци, као што су гуштери и жабе. Пчеле хвата у ваздуху, у групама од неколико јединки, а потом млати с њима по тврдој подлози, како би одстранила жаоку. Дневно може појести око 250 пчела.

## Галерија
- Merops apiaster
- Гнездилиште пчеларица
- Јаја пчеларице (Merops apiaster)
- Merops apiaster - Сићевачка клисура
- Merops apiaster - Сићевачка клисура
- Merops apiaster - НП Ђердап
- Merops apiaster - НП Ђердап
- Merops apiaster - НП Ђердап
- Merops apiaster - НП Ђердап
- Пчеларица у Београду